# Gabriella Smith
Gabriella Smith (26. prosinec 1991, Berkeley) je americká hudební skladatelka.

## Život
Narodila se 26. prosince 1991 v Berkeley. V mládí se zajímala o biologii, ekologii a ochranu přírody a pět let pracovala jako dobrovolnice na projektu výzkumu zpěvného ptactva v Point Reyes v Kalifornii.
Na housle začala učit hrát v sedmi letech a záhy začala také komponovat. Později studovala u Johna Adamse v jeho programu pro mladé skladatele v Berkeley. V roce 2013 získala bakalářský titul v oboru kompozice na Curtisově hudebním institutu ve Filadelfii (Curtis Institute of Music), kde studovala u Davida Ludwiga. Absolvovala postgraduální studium na Princetonské univerzitě. Žije v Marseille ve Francii, v Oslu v Norsku a v Seattlu v USA.

## Ocenění
Gabriella Smith je držitelkou řady cen:
2009 - Pacific Musical Society Composition Competition
2012 - Theodore Presser Foundation Music Award
2014 - cena ASCAP Leo Kaplan Award
2015 - vítězka soutěže American Modern Ensemble Composition Competition
2015 - Morton Gould Young Composer Award za skladbu Carrot Revolution cenu získala i v roce (2009 a 2013)
2018 - BMI Student Composer Award
V roce 2023 byla její skladba Tumblebird Contrails zařazena na program koncertu pro nositele Nobelovy ceny dne 8. prosicne 2023. Orchestr Stockholm Philharmonic Orchestra řídil Esa-Pekka Salonen, sólostkou byla německá houslistka Julia Fischer.